# راسم قاسم موسى
راسم قاسم موسى (مواليد 1944 في الكسرة، بغداد – الوفاة 2019) هو كاتب وقاص وروائي وباحث عراقي راحل.

## دراسته
درس الثانوية في ثانوية الاعظمية، وحصل على درجة البكالوريوس من كلية التربية، جامعة بغداد.

## مؤلفاته
| م | العنوان            | الغلاف | عام الإصدار | دار النشر                                                     | عدد الصفحات | التصنيف   | رقم موحد                                          | موضوعها | مراجع                              |
| - | ------------------ | ------ | ----------- | ------------------------------------------------------------- | ----------- | --------- | ------------------------------------------------- | --- | ---------------------------------- |
| 1 | طائري الذي في عنقي |        | 2004        | دار الشؤون الثقافية العامة                                    | 171         | قصة قصيرة | 60682979                                          | | [ 3 ] [ 1 ] [ 4 ] [ 5 ]            |
| 2 | آخر النهايات       |        | 2014        | دار الشؤون الثقافية العامة                                    | 343         | خيال      | 926281656                                         | الأنظمة العربية وخاصة العراق ومصر والجزائر والسودان وسوريا، والمعاناة في المآسي والنكبات في فترة ثلاثين عامًا.                                                                                 | [ 6 ] [ 7 ] [ 2 ]                  |
| 3 | دوي على إيقاع متزن |        | 2015        | الشركة السودانية للهاتف السيار (زين) دار مدارك للطباعة والنشر | 141         | قصة قصيرة | (ردمك 9789994239320، وردمك 9994239325) 956634080  | تخبط المواطن العراقي عقب أحداث 2003، وواقع حياة المثقف والأديب، وما آلت إليه من تدهور وانكسار.                                                                                                | [ 10 ] [ 11 ]                      |
| 4 | شمدين              |        | 2017        | دار الساقي                                                    | 302         | خيال      | (ردمك 9786144259719، وردمك 6140300932) 1005079729 | تحكي عن "شمدين"، والتي اقتيدت سبية مع نساء قريتها وأطفالها ورجالها وعجائزها، لتنضمّ إلى قوافل سبايا داعش اللواتي تجاوزن خمسة آلاف امرأة مع أكثر من عشرين ألف رجل من طائفة اليزيديين في العراق. | [ 12 ] [ 13 ] [ 14 ] [ 15 ] [ 16 ] |

1. ↑  فاز عنها بالجائزة الأولى في المسابقة الإبداعية لدار الشؤون الثقافية عام 2012
2. ↑  فاز عنها بجائزة الطيب صالح (فئة القصة القصيرة)

## الجوائز
- الجائزة الأولى، مسابقة جريدة الزمان 2010 (جائزة عزيز السيد جاسم).[1][17]
- الجائزة الأولى، فئة القصة القصيرة، المسابقة الإبداعية لدار الشؤون الثقافية، الدورة الثالثة 2010.[17]
- الجائزة الأولى، فئة الرواية، المسابقة الإبداعية لدار الشؤون الثقافية، الدورة الخامسة 2012.[2][17]
- جائزة الطيب صالح، الدورة الخامسة 2015، فئة القصة القصيرة، الجائزة الأولى. (عن مجموعة دوي على إيقاع متزن)[18][19][20][14][21]
- الجائزة الثانية، مسابقة القصة لمجلة الصوت الآخر، أربيل.[1][17]
- جائزة الابداع الثقافي في القصة القصيرة، الدورة الثالثة، دار الشؤون الثقافية.[1]

## وصلات خارجية
- كتاباته على كتابات